# Rodney Green (Radsportler)
Rodney „Jock“ Green (* 23. Mai 1974 in Johannesburg) ist ein ehemaliger südafrikanischer Radrennfahrer.
Rodney Green wurde 1997 südafrikanischer Meister im Straßenrennen. Zwei Jahre später gewann er eine Etappe beim Giro del Capo. Ab 2001 fuhr er für das Team HSBC, wo er 2002 auf einem Teilstück der Tour of Qinghai Lake erfolgreich war. 2003 und 2004 wurde Green jeweils Dritter der südafrikanischen Straßenmeisterschaft.

## Erfolge
1997
- Südafrikanischer Straßenmeister

1999
- eine Etappe Giro del Capo

2002
- eine Etappe Tour of Qinghai Lake

## Teams
- 2001–2003: Team HSBC
- 2004: Barloworld-Androni Giocattoli
- 2005: Barloworld-Valsir
- 2006: Barloworld
- 2007: Konica Minolta
- 2010: DCM